# زامبروف
زامبروف (به لهستانی:  Zambrów) یک منطقهٔ مسکونی در لهستان است که در شهرستان زامبروف واقع شده‌است. زامبروو ۱۹٫۰۲ کیلومتر مربع مساحت و ۲۲٬۴۵۱ نفر جمعیت دارد.